# Camponotus roeseli
Camponotus roeseli é uma espécie de inseto do gênero Camponotus, pertencente à família Formicidae.